# Bijin

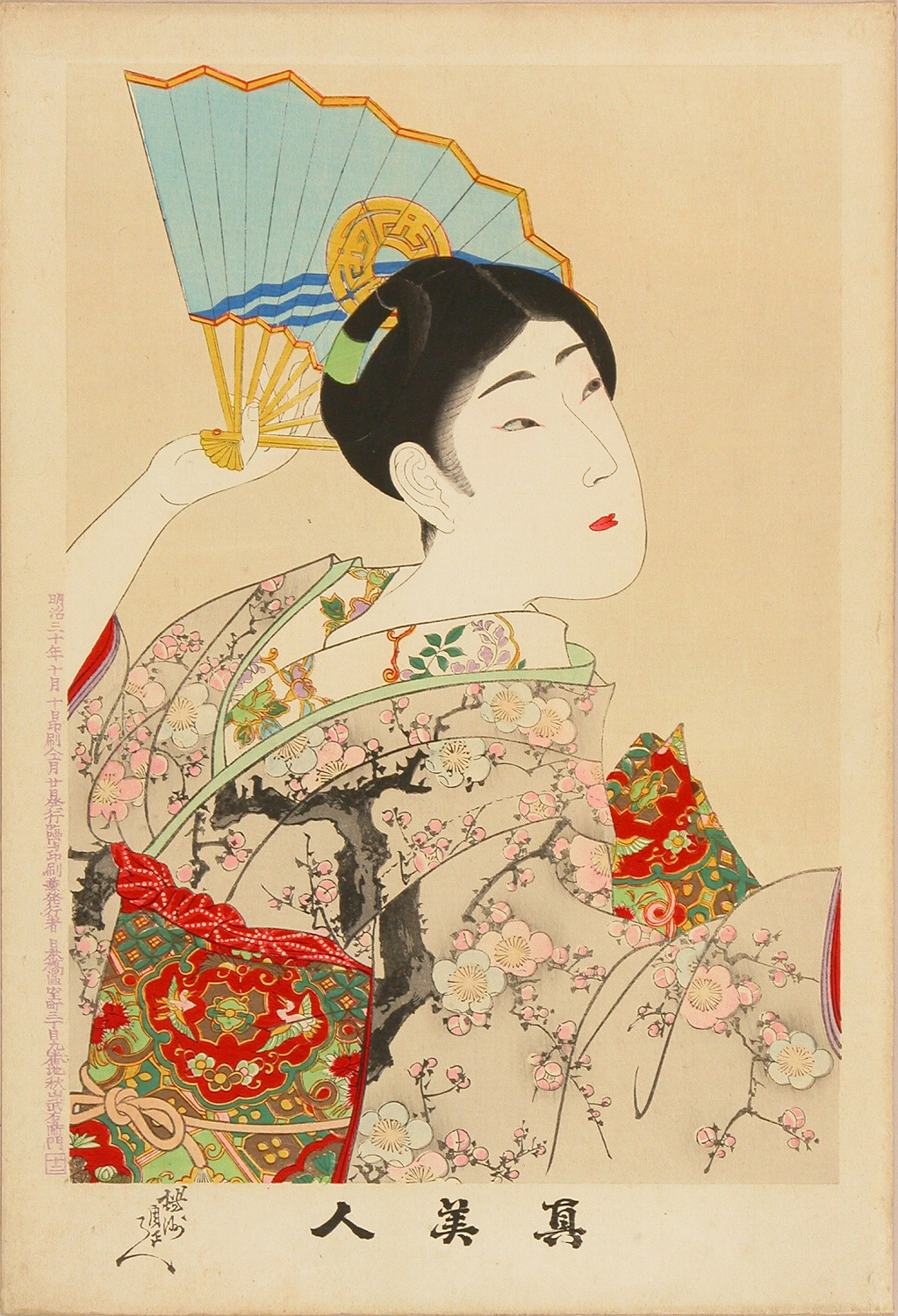
Exemple d'impressió Shin Bijin (1897) de Toyohara Chikanobu.

Bijin (en kanji:美人) és un terme japonès que significa literalment "persona bella" o "bellesa" (nom). Bijin generalment es fa servir per denominar alguna cosa, simètrica, adornada, o fins i tot bufona. Fins a inicis del segle XX, els impresos decoratius que utilitzaven bijin, en la seva majoria dones, eren molt populars.
La paraula bijin és utilitzada a vegades tant per referir-se a Bishōnen com a Bishōjo.
Akita, al nord del Japó és famós pels seus Akita Bijin que són anomenades així degut a la seva pell pàl·lida, les seves cares rodones i veus fortes.